# Coenina poecilaria
Coenina poecilaria là một loài bướm đêm trong họ Geometridae.